# Campnosperma parvifolium
Campnosperma parvifolium är en sumakväxtart som beskrevs av René Paul Raymond Capuron och J. S. Miller & A. Randrianasolo. Campnosperma parvifolium ingår i släktet Campnosperma och familjen sumakväxter. Inga underarter finns listade i Catalogue of Life.